# Municipio de Beaverville
El municipio de Beaverville (en inglés: Beaverville Township) es un municipio ubicado en el condado de Iroquois en el estado estadounidense de Illinois. En el año 2010 tenía una población de 609 habitantes y una densidad poblacional de 6,23 personas por km².

## Geografía
El municipio de Beaverville se encuentra ubicado en las coordenadas 40°58′28″N 87°35′28″O / 40.97444, -87.59111. Según la Oficina del Censo de los Estados Unidos, el municipio tiene una superficie total de 97.69 km², de la cual 97,66 km² corresponden a tierra firme y (0,03 %) 0,03 km² es agua.

## Demografía
Según el censo de 2010, había 609 personas residiendo en el municipio de Beaverville. La densidad de población era de 6,23 hab./km². De los 609 habitantes, el municipio de Beaverville estaba compuesto por el 88,01 % blancos, el 9,03 % eran afroamericanos, el 0,33 % eran amerindios, el 1,15 % eran de otras razas y el 1,48 % eran de una mezcla de razas. Del total de la población el 2,13 % eran hispanos o latinos de cualquier raza.